# Yue Jin
Yuè Jìn (chinesisch 樂進 / 乐进; † 218) war ein chinesischer General der Han-Dynastie und zur Zeit der Drei Reiche.
Er stammte aus der Yangping-Kommandantur; über sein Leben, bevor er in Cao Caos Dienste trat, ist wenig bekannt. Er schloss sich Cao Cao während der Rebellion der Gelben Turbane an und kämpfte später gegen Lü Bu, Liu Bei und die verbliebenen Gelben Turbane. In der Schlacht von Guandu ritt er mit Cao Caos Streitmacht gegen Yuan Shao und tötete den General Chunyu Qiong, der das Vorratslager bewachte.
Nach dem Sieg über Yuan Shao zog Cao Cao nach Jizhou (冀州) und Youzhou (幽州), um Yuan Shaos Erben und Förderer zu tilgen. Auf diesen Expeditionen erlangte Yue Jin große Anerkennung und erhielt den Titel „General, der die Konflikte bricht“ (折冲将军).
Nach der Niederlage in der Schlacht von Chibi (208) ließ Cao Cao Yue Jin, Li Dian und Zhang Liao in Hefei, um den Vormarsch des Kriegsherrn Sun Quan aufzuhalten. Für seinen Erfolg hierbei wurde er mit dem Titel „Rechter General“ (右将军) ausgezeichnet.
Die Ursache für Yue Jins Tod ist nicht klar. Sein Sohn Yue Chen wurde später Gouverneur von Yangzhou.
| Personendaten    | Personendaten        |
| ---------------- | -------------------- |
| NAME             | Yue, Jin             |
| ALTERNATIVNAMEN  | Yuè, Jìn             |
| KURZBESCHREIBUNG | chinesischer General |
| GEBURTSDATUM     | 2. Jahrhundert       |
| STERBEDATUM      | 218                  |